# Nelly Lemus
Nelly Lemus Villa (Potrerillos, agosto de 1938) es una poetisa chilena.

## Biografía
Nació en la oficina salitrera Bellavista un 26 de agosto de 1938, en la primera Región de Chile, luego su familia se trasladó al mineral de Potrerillos para luego continuar su infancia y juventud en  el puerto de Chañaral, ciudad que es reconocida por la escritora como su tierra natal. Al concluir la Escuela Primaria viajó a La Serena donde estudió en la Escuela Normal de Preceptores, egresando con el título de Profesora Primaria.
Fue en la ciudad de La Serena donde Nelly comenzó a desarrollar sus dos grandes facetas: El de Poetisa y Maestra de danza, y para lograr una poesía basada en el sentimiento del Norte y lo social de su patria, y una danza que represente la pertinencia del pueblo, ella convive y  observa "en terreno", realizando el rescate de los contextos sociales e históricos propios de cada comunidad y lugar que visita. 
Fue en la Escuela Normal y en su propio hogar en donde ella adquiere todas las herramientas que se transformarán en sus estrategias metodológicas vertidas en sus poemas y  trabajo en danza a través del método "Pacarisca".
Al egresar volvió a Chañaral donde ejerció como profesora, además en ese tiempo mantiene un importante intercambio epistolar con los poetas nortinos. También incursionó en la dramaturgia alentada por el profesor Pedro de la Barra, luego de participar en el encuentro nacional de Teatro en Antofagasta.
En 1967 parte a ejercer a la zona central de Chile, en Santa Cruz - Colchagua-, donde perfecciona cada vez más su trabajo de danza y literario, obteniendo el tercer lugar en un certamen nacional de poesía, en el que participan los más importantes poetas nacionales del momento, el mismo año edita la primera edición del libro Descripciones.
En 1968 se traslada a la ciudad de Antofagasta realizando una intensa actividad cultural, como eventos coreográficos masivos con jóvenes, formación de agrupaciones de danza, participación en eventos literarios, etc. En esta ciudad conoce al poeta Andrés Sabella. Desde entonces acompañó al poeta  en los escenarios de los sindicatos compartiendo profundamente con los obreros nortinos.
Más tarde y hasta el año 1972, la escritora se vincula a una fuerte actividad gremial y política que la sustrae momentáneamente de la danza y la poesía.
En 1973, luego del sangriento golpe militar que derroca al presidente constitucional de Chile, Salvador Allende,retoma su actividad como profesora y se sumerge con fuerza en la investigación de las danzas promesantes, expresadas a través de la religiosidad popular entregando a los niños la mayor parte de su actividad creativa.
En el ámbito de su trabajo como docente forma el grupo de Los Pacarisca  en la Escuela "Japón" ubicada en  "Corvallis"  en la ciudad de Antofagasta, con el cual realizan un sinnúmero de presentaciones en el Tambo Atacameño, importante centro de resistencia cultural durante la Dictadura Militar, donde proyecta sus creaciones coreográficas y sus investigaciones en el ámbito folklórico.
Es miembro fundador del Círculo literario de Antofagasta.
En 1985 es exonerada y permanece cinco años sin posibilidad  de desempeñarse como profesora, por lo cual se une a organizaciones de mujeres para trabajar activamente por la recuperación de la democracia en Chile.
Entre los años 1990 y 1992, trabaja en el Servicio de Paz y Justicia, donde comienza a aplicar su método de Investigación como educadora popular. Las mujeres de Arica, Iquique, Tocopilla, Calama, Antofagasta, Chañaral, Copiapó, la Serena y Coquimbo, van conociendo y compartiendo las riquezas de la identidad nortina de forma, color y movimiento.
Entre 1993 y 1994, Nelly trabaja como Coordinadora Regional del  área de formación en Prodemu, donde recorre la región perfeccionando su propuesta.
En 1995 decide partir a su puerto de Chañaral para escribir su nuevo libro "La Pacarisca", con el importante estímulo de la religiosa colombiana Cecilia Vargas y de la Comunidad Santa Ana. 
Desde el año 1996 a la fecha crea y mantiene de manera permanente el Taller de Danzas "Pampina', en Antofagasta, con mujeres y niños de distintas edades y corporalidades, donde plantea que todos podemos y debemos ser protagonistas del arte, porque, según ella: "el pueblo está cansado de ser espectador". Con el trabajo de este taller ha obtenido dos proyectos Fondart Nacional,  "Acción de arte masiva" en 1998 y el último de ellos denominado "Danzas de la tierra en manos y máscaras" en 1999.
En el año 2015, se extiende el trabajo con mujeres a la ciudad de  Tocopilla.
El año 2000 fue galardonada con el Ancla de Oro máximo reconocimiento que otorga la ciudad de Antofagasta a sus ciudadanos destacados y con la Medalla del Centenario de Neruda entregada por el Gobierno de Chile.
En la actualidad, Nelly Lemus Villa, es considerada una Investigadora que ha hecho aportes sustanciales al tema del estudio de la integralidad del ser humano y  es invitada a distintas ciudades en donde realiza charlas, conferencias, cursos y monitorías.
Además mantiene vivo un espacio en donde realiza "Tertulias artísticas", espacio que además es facilitado a diferentes creadores y expositores del arte.

## Su literatura
Es una poetisa de versos sencillos, dedicados a los hombres y mujeres del norte grande, siguiendo el proyecto literario que iniciara su maestro Andrés Sabella. En su primer libro "Descripciones" publicado en 1966 gracias a la solidaridad de Dagoberto Barrales, director de la Escuela donde trabajaba, el poeta chileno Juvencio Valle escribe en el prólogo:

Crece desmesurado el silencio de la piedra muda; la soledad se expresa con su silencio de siglos; el hombre se siente allí como en el primer día del planeta, he allí la razón de su belleza
(Nelly Lemus, Descripciones, página 10)

En su siguiente libro "La Pacarisca" le canta a la mujer nortina, dedicando sus versos a las folcloristas, a las mujeres promesantes y sobre todo a sus hijas y hermanas.
En su continua caminata literaria y coreográfica, nacen en el año 2016 los versos musicalizados ”Mujeres Invisibles”, presentando a la mujer del Norte Grande en sus roles y sentimientos, donde Nelly recrea su creación permanente.
En “Poemas para nombrar”, cuya primera edición fue en el año 2015, Nelly Lemus Villa vuelve a poner a los niños y niñas como los protagonistas de una historia que no se debe dejar de contar, tal como una vez lo declaró... “Pero es que soy la maestra, la Pacarisca me llaman, la que el sábado por la noche con treinta diablos que danzan, voy sacando de mi Tierra los sones de bombo y caja, pequeñita de seis años, de diez, de doce, quince y hasta algún guaina de dieciocho va formando mi comparsa, esa que rompe la noche como la estrella más clara”.
Da la bienvenida al 2018, año que será re encantado por la continuidad de su trabajo literario y coreográfico en la incansable lucha por el respeto hacia los niños y niñas, reeditando “Poemas para Nombrar”, y “La Pacarisca”, así como la creación permanente de poemas, los cuales actualmente trabaja con músicos como Roberto Márquez y Fernando Chepo Sepúlveda, preparando igualmente la Muestra Anual del Taller de Danzas “Pampina” donde se convierten en obra coreográfica sus versos.

## Poesía y música
Variados e importantes compositores chilenos han puesto música a sus textos, como Claudio Araya, Claudio Molina, Alejandro Castillo, Sergio Cerda, Eduardo Padilla, Meison Stubing, Mario Vernal, Roberto Márquez y otros. 
Además, diferentes cantores populares como [Illapu] y Punahue han grabado sus poemas en discos .
Los siguientes poemas han sido musicalizados:
Escribo por ejemplo (Roberto Márquez)

Arrurú la faena (Roberto Márquez)

Dos sobreviviendo (Roberto Márquez)

Mamá Aida (Roberto Márquez)

Buscando tu mirada (Roberto Márquez)

Hermana de las gaviotas (Roberto Márquez)

Morena Esperanza (Roberto Márquez)

Zampoña, queja del indio (José Miguel Márquez)

Canción para que no duermas (Mario Vernal)

Landó (Sergio Cerda)

Voy dejando (Sergio Cerda)

Ladroncita de camino (Jorge Jofré)

## Obra
- Descripciones, Sandra, 1967, Poesía.
- La Pacarisca, 1995 Zicus, Poesía.
- Descripciones (Reedición), Zicus, 2002, Poesía.
- Versos caminantes entre música y danza, 2005, Poesía.

- Antología de la Poesía Nortina, 1966, Ediciones de la Universidad de Chile, Poesía.

(Selección de Mario Bahamonde)
- Antología Atacameña, 1978, Nascimento, Poesía.

(Prólogo y notas de Alfredo Aranda)
- Descripciones 2002, 2.ª. Edición
- " Presentaciones en Sociedad" 2014. GPD - Gráfica Publicitaria Digital. Antofagasta
- " Presentaciones en Sociedad" 2015, 2.ª. Edición. GPD - Gráfica Publicitaria Digital. Antofagasta
- " Poemas para Nombrar" 2015. GPD - Gráfica Publicitaria Digital. Antofagasta
- " Mujeres Invisibles" 2016. GPD - Gráfica Publicitaria Digital. Antofagasta
- " Poemas para Nombrar" 2018, 2.ª. Edición. GPD - Gráfica Publicitaria Digital. Antofagasta
- " La Pacarisca" 2018, 2.ª. Edición. GPD - Gráfica Publicitaria Digital. Antofagasta

## Premios
- Segundo lugar, Concurso de poesía del círculo literario Carlos Mondaca 1957
- Segundo lugar, Concurso Instituto Hispánico de Cultura de La Serena, 1957
- Mención Honrosa, Certamen de poesía, Universidad de Chile, sede Antofagasta, 1965
- Mención Honrosa, Certamen de crónica, Universidad de Chile, sede Antofagasta, 1965
- Ancla de Oro, Ilustre Municipalidad de Antofagasta, 2000
- Medalla del Centenario de Neruda, Gobierno de Chile, 2000